# De Havilland DH.108
El De Havilland DH.108 "Swallow" fue un avión experimental británico diseñado por John Carver Meadows Frost en octubre de 1945. El DH.108 tenía un ala en flecha y no poseía estabilizador horizontal, con un solo estabilizador vertical, similar a la configuración del Me 163 Komet alemán. Inicialmente diseñado para evaluar el comportamiento del ala en flecha a bajas y altas velocidades subsónicas del primer diseño sin cola propuesto del avión comercial Comet, se construyeron tres ejemplares del DH.108 para cubrir las Especificaciones E.1/45 y E.11/45 del Ministerio del Aire. Con la adopción de la cola convencional para el Comet, el avión fue usado para investigar en su lugar el comportamiento del ala en flecha a velocidades hasta supersónicas. Los tres prototipos se perdieron en accidentes fatales.

## Diseño y desarrollo

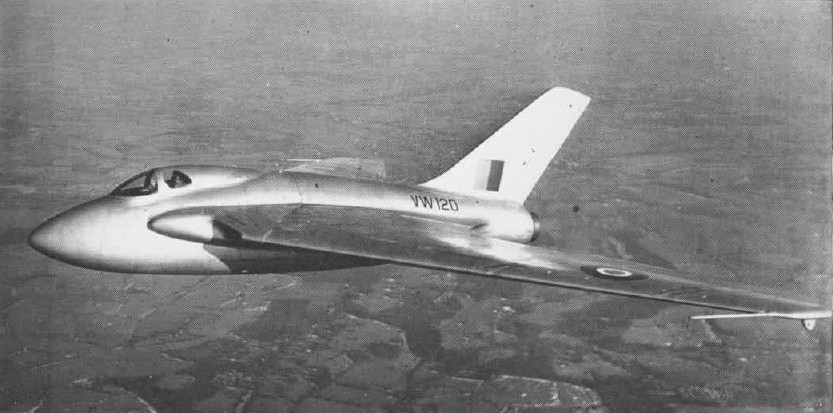
El VW120 en vuelo, 1949.

Usando la sección principal del fuselaje y el motor del Vampire acoplados a un fuselaje más largo con ala en flecha y con una cola con un solo empenaje, el De Havilland DH.108 fue propuesto en 1944 como una bancada aerodinámica para el DH.106 Comet, que se había ideado originalmente como un concepto de avión sin cola y ala en flecha. A pesar de que el diseño del Comet adoptó características más convencionales, el valor de probar la única configuración que proporcionara datos básicos para el DH.110 estimuló a De Havilland a continuar el desarrollo del DH.108. Seleccionando dos fuselajes de la línea de producción del English Electric Vampire F.1, el nuevo avión tenía similitudes inconfundibles con sus orígenes del caza, especialmente en la parte delantera, la cual mantenía el morro, la cabina y otros componentes del Vampire. El Ministerio de Suministros bautizó al DH.108 como "Swallow" ("golondrina"), un nombre nunca adoptado oficialmente por la compañía.
La nueva ala de metal incorporaba una flecha positiva a 43 ° y la superficie alar era aproximadamente un 15 % más grande que la del Vampire estándar. Los controles estaban basados en un timón convencional en combinación con elevones, colocados al final de los flaps. A pesar de que se mantuvo el fuselaje del Vampire, según continuó el desarrollo, se incorporaron un morro revisado y una cabina reforzada y más aerodinámica.

### Pruebas
El primer prototipo del DH.108, matrícula TG283 voló el 15 de mayo de 1946. Diseñado para investigar el comportamiento a bajas velocidades, podía alcanzar solo 450 km/h. El piloto de pruebas en jefe de De Havilland, Geoffrey de Havilland Jr., hijo del diseñador y propietario de la compañía Geoffrey de Havilland, hizo un vuelo de exhibición con el DH.108 durante el show aéreo de la Sociedad de Constructores Aeronáuticos Británicos (SBAC) en Radlett en 1946. En unas pruebas posteriores de baja velocidad, el primer prototipo fue equipado con un tren de aterrizaje más largo de Sea Vampire para despejar el fuselaje trasero a altos ángulos de ataque.
El segundo prototipo de alta velocidad, TG306, con un ala en flecha a 45° y slats de tipo Handley Page de borde de ataque, y motorizado con un turborreactor De Havilland Goblin 3, voló poco después, en junio de 1946. Las modificaciones en el diseño incluían un morro y una cabina más estilizados, que se hizo posible al bajar el asiento del piloto. Mientras era usado para evaluar las características de manejo a altas velocidades el 27 de septiembre de 1946, el TG306 sufrió un fallo estructural catastrófico, durante un picado desde 3000 m a Mach 0,9, estrellándose en el estuario del Támesis. El piloto, Geoffrey de Havilland Jr., murió en el accidente. Las primeras pruebas de túnel de viento habían mostrado conductas de vuelo potencialmente peligrosas, pero la oscilación de cabeceo a alta velocidad había sido inesperada. La posterior investigación se centró en un fallo estructural ocurrido por la compresión del aire a Mach 0,9, produciendo un cabeceo oscilatorio que impuso tremendas cargas al fuselaje y a las alas. El larguero principal se partió en la raíz, desprendiéndose el ala inmediatamente.
Tras la pérdida del segundo prototipo, se ordenó un tercer avión para continuar con las pruebas de alta velocidad. El VW120 se convirtió en el tercer y último prototipo. Se diferenciaba del primer avión de pruebas en que tenía un morro puntiagudo más aerodinámico y una cubierta reforzada más pequeña (la bajada del asiento del piloto permitió emplear una cubierta con una forma más aerodinámica), y el rediseño de la cabina permitió la instalación de un asiento eyectable. Se habían especificado elevadores asistidos como medio para controlar las oscilaciones de cabeceo que fueron la raíz del desastre anterior. Un Goblin 4 más potente de 16,67 kN (3738 lbf) de empuje tenía el potencial de propulsar al DH.108 hasta el rango supersónico. El VW120 voló por primera vez el 24 de julio de 1947 pilotado por John Cunningham, el as de la caza nocturna en tiempos de guerra que se convirtió, en 1949, en la primera persona en pilotar el avión de pasajeros a reacción De Havilland Comet.
Considerado un importante banco de pruebas para el vuelo a alta velocidad, el VW120 fue preparado para intentar batir el récord mundial de velocidad que entonces poseía un Meteor, de 991 km/h. El segundo prototipo, el TG306, era una copia de seguridad para el intento antes de que se estrellara. El 12 de abril de 1948, el VW120 estableció un nuevo récord mundial de velocidad aérea de 974,02 km/h en un circuito de 100 km. Luego, el 6 de septiembre de 1948, se cree que John Derry probablemente superó la velocidad del sonido en un picado suave desde los 12 195 m (40 000 pies) hasta los 9145 m (30 000 pies). El piloto de pruebas capitán Eric "Winkle" Brown, que escapó de un accidente en 1949, describió al DH.108 como "un asesino".
En 1949, el VW120 realizó una exhibición aérea en Farnborough y quedó tercero en la Challenge Trophy Air Race de la Sociedad de Constructores Aeronáuticos Británicos antes de ser devuelto al Ministerio de Suministros y ser probado en vuelo en RAE Farnborough. Resultó destruido el 15 de febrero de 1950 en un accidente cerca de Brickhill, Buckinghamshire, muriendo su piloto de pruebas, el líder de escuadrón Stuart Muller-Rowland. La investigación del accidente en ese momento apuntó, no al avión, sino a un sistema de oxígeno defectuoso que incapacitó al piloto. Esta teoría fue posteriormente descartada por el forense en su informe, que confirmó que el piloto murió a causa de una fractura de cuello.
El fallo del ala izquierda mientras el avión descendía en picado se produjo justo encima del garaje de Brickhill. Se presume que este fallo fue la causa de un "estruendo" descrito por los testigos de Brickhill. Los ruidos silbantes que se informaron procedían del avión que giraba a gran velocidad debido a que sólo tenía una ala. Cayó en el bosque, después de rozar un roble: las huellas del impacto todavía eran visibles 50 años después. El fuselaje y el ala derecha fueron desmantelados por los militares y retirados muy rápidamente. El ala izquierda también fue recuperada de los campos al norte de Brickhill.
Un trabajador de campo alemán cercano corrió al lugar del accidente y fue recibido por el mecánico del taller Brickhill, que se había apresurado a llegar al lugar del accidente en su automóvil para ofrecer ayuda. El piloto ya estaba muerto.
En 2001, una búsqueda en el lugar del accidente realizada por un local utilizando un detector de metales tuvo éxito. Encontró algunos de los pernos de montaje "en forma de cono" que se quitaron cuando se desmontaron los restos en el lugar. También se encontró el árbol contra el que había chocado el DH.108, con la cicatriz aún visible.
Finalmente, el 1 de mayo de 1950, durante pruebas de deslizamiento lateral y entrada en pérdida a baja velocidad, el primer prototipo, el TG283, se perdió en un accidente en Hartley Wintney, muriendo el piloto, Sqn Ldr George E.C. Genders AFC DFM. Después de abandonar la aeronave a baja altitud en un giro invertido, su paracaídas no se abrió a tiempo. En total, los tres Swallow habían realizado 480 vuelos.

## Operadores
Reino Unido
- Royal Aircraft Establishment

## Especificaciones (tercer prototipo)

### Características generales
- Tripulación: Uno (piloto)
- Longitud: 9,1 m (29,8 ft)
- Envergadura: 12 m (39,4 ft)
- Superficie alar: 30,5 m² (327,8 ft²)
- Peso vacío: 4055 kg (8937,2 lb)
- Planta motriz: 1× turborreactor de compresor centrífugo De Havilland Goblin 4.
  - Empuje normal: 16,6 kN (1696 kgf; 3739 lbf) de empuje.

### Rendimiento
- Velocidad máxima operativa (Vno): 1090 km/h (677 MPH; 589 kt)
- Alcance: 1170 km (632 nmi; 727 mi)
- Techo de vuelo: 10 798 m (35 427 ft)
- Carga alar: 130 kg/m² (26,6 lb/ft²)
- Empuje/peso: 0,42

## Aeronaves relacionadas

### Desarrollos relacionados
- De Havilland Vampire

### Aeronaves similares
- Messerschmitt Me 163 Komet
- Northrop X-4 Bantam

### Secuencias de designación
- Secuencia DH._ (interna de De Havilland): ← DH.105 - DH.106 - DH.107 - DH.108 - DH.109 - DH.110 - DH.111 →